# SlimBrowser
SlimBrowser is een meertalig freeware-programma van FlashPeak gebaseerd op de Internet Explorer-browser. Het programma heeft een aantal geavanceerde functies toegevoegd zoals het blokkeren van pop-ups en online vertalen van teksten.

## Functies
- Tabbladen om meerdere webpagina's tegelijk te openen
- Autoaanvulling voor webformulieren
- Automatisch inloggen
- Ingebouwde commando's en scripts
- Ondersteuning voor thema's